# Czubarowka (sielsowiet skoworodniewski)
Czubarowka (ros. Чубаровка) – wieś (ros. деревня, trb. dieriewnia) w zachodniej Rosji, w sielsowiecie skoworodniewskim rejonu chomutowskiego w obwodzie kurskim.

## Geografia
Miejscowość położona jest nad rzeką Izmud, 6 km od centrum administracyjnego sielsowietu skoworodniewskiego (Skoworodniewo), 21 km od centrum administracyjnego rejonu (Chomutowka), 94 km od Kurska.

## Historia
Do czasu reformy administracyjnej w roku 2010 wieś Czubarowka wchodziła w skład sielsowietu mieńszykowskiego, który w tymże roku został włączony w sielsowiet skoworodniewski.

## Demografia
W 2015 r. miejscowość zamieszkiwało 18 osób.